# Békés (provins)
Békés är en provins belägen i sydöstra Ungern vid gränsen till Rumänien. Dess huvudort Békéscsaba. 